# Lidija Bačić
Lidija Bačić, conosciuta anche come Lille (Spalato, 4 agosto 1985), è una cantante croata.

## Biografia
Cresciuta in una famiglia cattolica, Bačić ha iniziato ad esibirsi a diversi eventi di rilievo locale a partire dall'età di 10 anni, arrivando a vincere il suo primo premio al Dječji Festival nel 1997.
Nei primi anni del 2000 è entrata a far parte del gruppo musicale Perle come frontwoman, con cui ha preso parte a Dora, il processo di selezione eurovisiva croato, eseguendo Pokraj bistra izvora e classificandosi al 15º posto su venti partecipanti. Ha successivamente concorso a Hrvatski Idol, mettendo in commercio l'album in studio di debutto Majčina ljubav nel 2010. Gli LP successivi Daj da noćas poludimo e Viski sono usciti rispettivamente nel 2011 e nel 2015.
Tijelo kao pjesma è stato il 13º disco di maggior successo in Croazia nel corso del 2017. Due anni dopo ha partecipato nuovamente alla rassegna canora croata per l'Eurovision Song Contest, terminando in finale all'11º posto con Tek je počelo.
Il suo quinto album Revolucija, distribuito l'anno seguente, ha fatto il proprio ingresso in 7ª posizione della Top Lista.

## Discografia

### Album in studio
- 2010 – Majčina ljubav
- 2011 – Daj da noćas poludimo
- 2015 – Viski
- 2017 – Tijelo kao pjesma
- 2020 – Revolucija
- 2022 – Flashback

### Singoli
- 2017 – Jedna je noć
- 2018 – Vino rumeno (feat. Vigor)
- 2018 – 3 minute
- 2018 – Neka ljubav nova
- 2019 – Tek je počelo
- 2019 – Muške suze
- 2019 – Lubenica (feat. Miki Solus)
- 2019 – Kad mi dođeš (con Alen Vitasović)
- 2019 – Ne daj me
- 2020 – Bježimo iz grada
- 2020 – Satra
- 2020 – Radi radi radi
- 2020 – Trezori
- 2021 – Zalazimo k'o sunce
- 2021 – Stop (feat. Žanamari)
- 2021 – Sretan Božić
- 2022 – Zauvijek
- 2022 – Ponekad poludim
- 2022 – Zauvijek
- 2022 – To je to
- 2022 – Ako me ikad ostaviš
- 2022 – Vatra ljubavi
- 2022 – Do zadnjeg daha (con Goran Karan e i Klapa Sebenico)
- 2023 – Flashback (con Ivana Banfić)